# António Silva
António João Pereira de Albuquerque Tavares da Silva (* 30. října 2003 Viseu) je portugalský profesionální fotbalista, který hraje na pozici středního obránce za portugalský klub Benfica Lisabon a za portugalskou reprezentaci.

## Klubová kariéra
Silva prošel akademií Benfiky Lisabon. V sezóně 2021/22 vyhrál s mládežnickým týmem Juniorskou ligu UEFA. Následně byl povýšen do A-týmu, ve kterém debutoval ve věku 18 let. Hned ve své první sezoně se stal jedním z klíčových hráčů týmu a pomohl Benfice získat ligový titul.

## Reprezentační kariéra
Silva je bývalý portugalský mládežnický reprezentant. Silva byl nominován na závěrečný turnaj mistrovství světa 2022 do Kataru aniž by odehrál v seniorské reprezentaci jediné utkání. V portugalském národním týmu debutoval 17. listopadu 2022 v přátelském utkání proti Nigérii. Když si Portugalsko na světovém šampionátu zajistilo postup ze skupiny, nastoupil v posledním utkání skupinové fáze proti Jižní Koreji. Ve věku 19 let, jednoho měsíce a tří dnů se tak stal nejmladším hráčem, který kdy reprezentoval Portugalsko na mistrovství světa.

## Ocenění

### Klubová

#### Benfica
- Primeira Liga: 2022/23[4]
- Juniorská liga UEFA: 2021/22[9]

### Individuální
- Obránce měsíce Primeira Ligy: září 2022,[10] říjen/listopad 2022[11]